# Santiago Torent i Buxó
Santiago Torent i Buxó (Barcelona, 1897 - 1975) fou un advocat i polític català. El 1926 es doctorà en dret a la Universitat de Barcelona i fou president de la junta de govern de la Casa de Misericòrdia de Barcelona. Defensor aferrissat de la monarquia, durant la Dictadura de Primo de Rivera fou membre de la directiva catalana de la Unión Monárquica Nacional, i des del 1931 de la Peña Blanca, on s'integraren tots. Des de 1934 formà part de la Dreta de Catalunya, de la que en fou candidat dins el Front Català d'Ordre a les eleccions generals espanyoles de 1936.
Tot i haver donat suport el bàndol nacional durant la guerra civil espanyola, en acabar va conspirar a favor de la restauració de la monarquia borbònica com a membre del consell privat de Joan d'Espanya, raó per la qual fou detingut per les autoritats franquistes el 1957.